# مايكل أليغ
مايكل أليج (29 أبريل 1966 – 24 ديسمبر 2020) هو مروج أندية ومجرم مُدان أمريكي راحل. كان أحد قادة مجموعة كلاب كيدز للرقص، وهي مجموعة من شباب نادي مدينة نيويورك الذين أصبحوا ظاهرة ثقافية في أواخر الثمانينيات وأوائل التسعينيات. في مارس 1996، أقدم مايكل وزميله في السكن، روبرت فريز ريجز، على قتل زميل آخر لهم في الفريق وهو أندريه ميلينديز في نزاع على ديون مخدرات متأخرة. في أكتوبر 1997، اعترف أليج بالذنب في جريمة القتل العمد من الدرجة الأولى. وحُكم على كلاهما بالسجن لمدة تتراوح بين 10 و 20 عامًا. تم إطلاق سراح ريغز بشروط في عام 2010، وتم الإفراج عن أليج في 5 مايو 2014.
وفي عشية عيد الميلاد 2020، وقبل وقت قصير من منتصف الليل، تُوفي أليج في منزله في مرتفعات واشنطن بسبب جرعة عرضية زائدة من الهيروين عن عمر يناهز 54 عامًا 

## روابط خارجية
مايكل أليغ على موقع IMDb (الإنجليزية)
- مايكل أليغ على موقع قاعدة بيانات الفيلم (الإنجليزية)